# Achyranthes alba
Achyranthes alba är en amarantväxtart som beskrevs av Christian Friedrich Frederik Ecklon, Carl Ludwig Philipp Zeyher och Horace Bénédict Alfred Moquin-Tandon. Achyranthes alba ingår i släktet Achyranthes och familjen amarantväxter. Inga underarter finns listade i Catalogue of Life.